# Mu Arae
Mu Arae (μ Ara, μ Arae), muitas vezes designada como HD 160691 e também chamada de Cervantes, é uma estrela na constelação de Ara. De acordo com medições feitas pelo satélite Hipparcos, apresenta uma paralaxe anual de 64,47 milissegundos de arco, o que corresponde a uma distância de 50,6 anos-luz (15,51 parsecs) da Terra. Tem uma magnitude aparente de 5,15, sendo visível a olho nu em boas condições de visualização.
Mu Arae tem um sistema planetário com quatro planetas conhecidos, três deles com massa comparável à de Júpiter. O planeta mais interno foi o primeiro Netuno quente a ser descoberto.

## Propriedades físicas
Mu Arae tem uma classificação estelar de G3IV–V, o que significa que é uma estrela de classe G que está entrando no estágio de subgigante. É parecida com o Sol, que tem uma classificação de G2V. Sua massa é 10% maior que a massa do Sol e seu raio é 36% maior que o solar. Irradia 1,90 vezes mais luminosidade que o Sol a uma temperatura efetiva de 5 820 K. Com essa temperatura, tem a coloração amarelada típica de estrelas de classe G. Tem uma idade de 6,340 bilhões de anos, sendo bem mais velha que o Sol. Seu conteúdo metálico é aproximadamente o dobro do solar.

## Sistema planetário
Em 2001, um planeta extrassolar orbitando Mu Arae foi anunciado pela equipe do Anglo-Australian Planet Search, junto com o planeta orbitando Epsilon Reticuli. Acreditava-se que o planeta, designado Mu Arae b, estava em uma órbita excêntrica com um período de cerca de 743 dias. A descoberta foi feita a partir de análises na variação da velocidade radial da estrela (medida observando o efeito Doppler de suas linhas espectrais) como resultado de ser puxada pela gravidade do planeta. Outras observações revelaram a presença de um segundo corpo no sistema (atualmente designado Mu Arae e), cuja descoberta foi publicada em 2004. Na época, os parâmetros orbitais desse planeta eram mal compreendidos e acreditava-se que ele tinha um período de cerca de 8,2 anos e uma alta excentricidade. Mais tarde em 2004, um pequeno planeta interno designado Mu Arae c foi anunciado com uma massa comparável à de Urano em uma órbita de 9 dias. Foi o primeiro planeta a ser descoberto da classe "Netuno quente". A descoberta foi feita com medições de velocidade radial altamenta precisas com o espectrógrafo High Accuracy Radial Velocity Planet Searcher (HARPS).
Em 2006, duas equipes, uma liderada por Krzysztof Goździewski e outra por Francesco Pepe, anunciaram independentemente um modelo de quatro planetas com base em medições da velocidade radial da estrela, com um novo planeta (Mu Arae d) em uma órbita quase circular com um perído de 311 dias. O novo modelo revisa os parâmetros dos planetas já conhecidos do sistema, com órbitas menos excêntricas que no modelo prévio e incluindo uma caracterização mais robusta da órbita de Mu Arae e. A descoberta do quarto planeta tornou Mu Arae o segundo sistema planetário com quatro planetas conhecidos, depois de 55 Cancri.
| Planeta a partir da estrela | Massa       | Semieixo maior (UA) | Período orbital (dias) | Excentricidade  |
| --------------------------- | ----------- | ------------------- | ---------------------- | --------------- |
| c (Dulcinéia)               | >0,03321 MJ | 0,09094             | 9,6386 ± 0,0015        | 0,172 ± 0,04    |
| d (Rocinante)               | >0.5219 MJ  | 0,921               | 310,55 ± 0,83          | 0,0666 ± 0,0122 |
| b (Quixote)                 | >1.676 MJ   | 1,497               | 643,25 ± 0,90          | 0,128 ± 0,017   |
| e (Sancho)                  | >1,814 MJ   | 5,235               | 4205,8 ± 758,9         | 0,0985 ± 0,0627 |